# سوپ ذرت
سوپ ذرت نوعی سوپ است که با ذرت به عنوان ماده اصلی تهیه می‌شود. چاودر ذرت معمولی معمولاً از ذرت، پیاز، کرفس، شیر یا خامه و کره تهیه می‌شود. مواد اضافی که گاهی اوقات استفاده می‌شوند شامل سیب‌زمینی یا کدو حلوایی، گوشت خوک نمک‌سود، ماهی، غذاهای دریایی و مرغ است. در ایالات متحده، دستور پخت سوپ ذرت حداقل به اوایل سال ۱۸۸۴ برمی‌گردد. چاودر ذرت به صورت کنسرو در ایالات متحده به صورت تولید انبوه آماده می‌شود.

## نمای کلی
سوپ ذرت یک سوپ یا سوپ غلیظ خامه‌ای است. این غذا شبیه به چاودر صدف است، با این تفاوت که در دستور پخت آن به جای صدف از ذرت استفاده می‌شود یا جایگزین آن می‌شود. مواد اولیهٔ سوپ ذرت شامل ذرت، پیاز و کرفس خرد شده، شیر یا خامه، کره، آرد، نمک و فلفل است. برای تهیه این غذا می‌توان از ذرت تازه پوست کنده شده با دانه‌های ذرت خرد شده، ذرت کنسروی و ذرت منجمد استفاده کرد. علاوه بر ذرت، اغلب حاوی سیب‌زمینی است، و می‌توان از سبزیجات دیگری نیز استفاده کرد. سیب‌زمینی‌ها می‌توانند به غلیظ شدن سوپ کمک کنند. آب مرغ همچنین می‌تواند به عنوان یک ماده اولیه استفاده شود، همان‌طور که می‌توان از گوشت خوک نمک سود شده، بیکن، کراکر و نشاسته ذرت، که دومی به عنوان غلیظ کننده استفاده می‌شود، استفاده کرد.

## تاریخچه

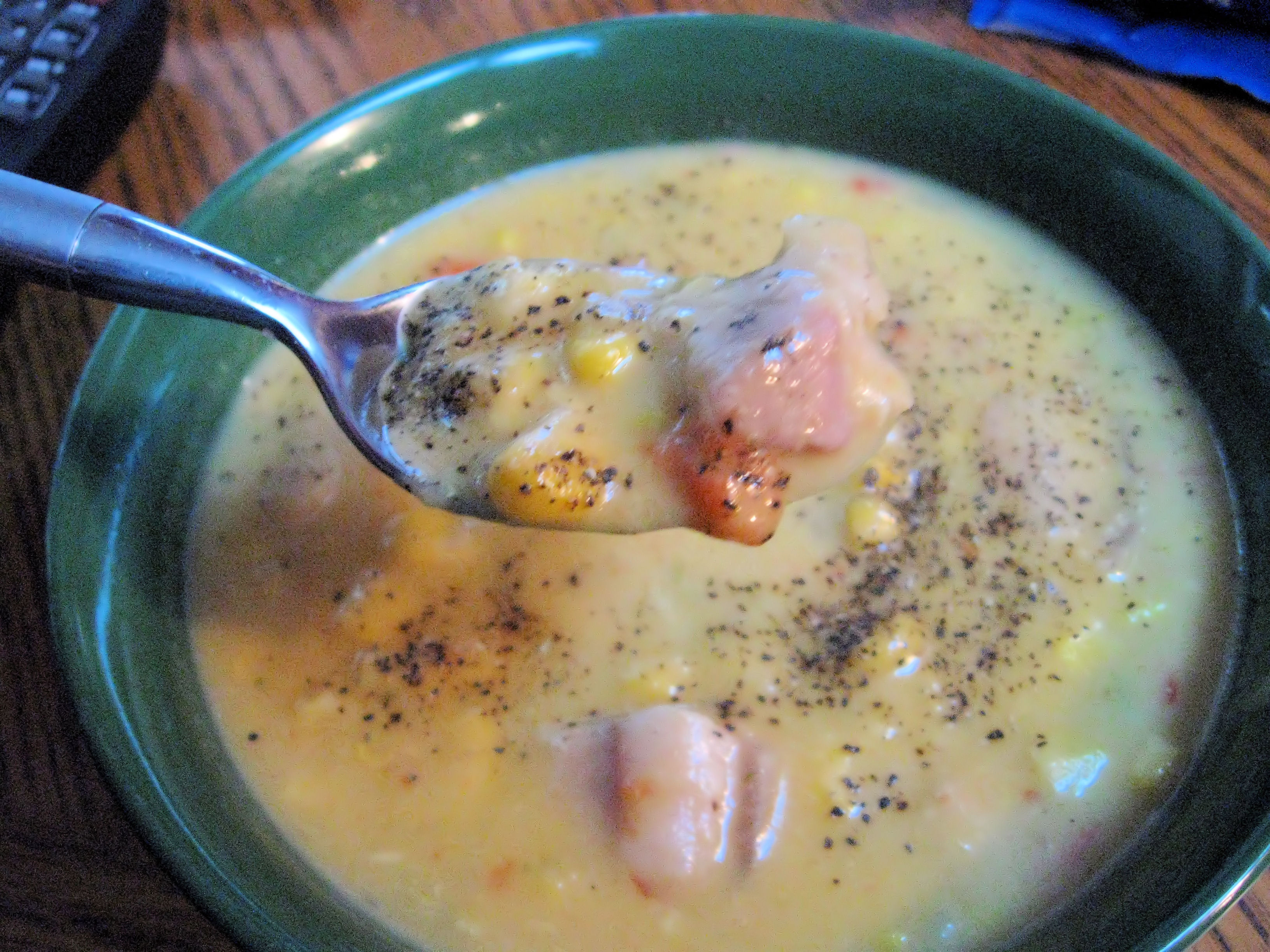
سوپ ذرت با سیب‌زمینی، با رویه فلفل

در ایالات متحده، دستور پخت سوپ ذرت حداقل به سال ۱۸۸۴ برمی‌گردد، که در آن زمان دستور پخت سوپ ذرت در کتاب آشپزی بوستون، نوشته مری لینکلن از مدرسه آشپزی بوستون ، منتشر شد. دستور پخت دیگری برای سوپ ذرت در سال ۱۸۹۶ در کتاب آشپزی مدرسه آشپزی بوستون منتشر شد که توسط فنی فارمر، جانشین لینکلن در مدرسه آشپزی بوستون، نوشته شده بود. دستور پخت کشاورز از ذرت کنسروی استفاده می‌کرد، محصولی که در اواسط دهه ۱۸۰۰ در ایالات متحده پدیدار شد دستور پخت سال ۱۸۹۶ همچنین شامل گوشت خوک نمک سود شده، سیب زمینی و کراکر به عنوان مواد تشکیل دهنده بود. پس از انتشار دستور پخت لینکلن در سال ۱۸۸۴، دستور پخت‌های بی‌شماری برای سوپ ذرت در کتاب‌های آشپزی مختلف در ایالات متحده منتشر شد که انواع مختلفی از دستور پخت‌ها را شامل می‌شدند. برای مثال، برخی از دستور پخت‌ها از خامه، شیر یا شیر تغلیظ شده استفاده می‌کردند و غلیظ‌کننده‌ها شامل استفاده از آرد یا تخم‌مرغ بودند.

## نگارخانه

چاودر ذرت
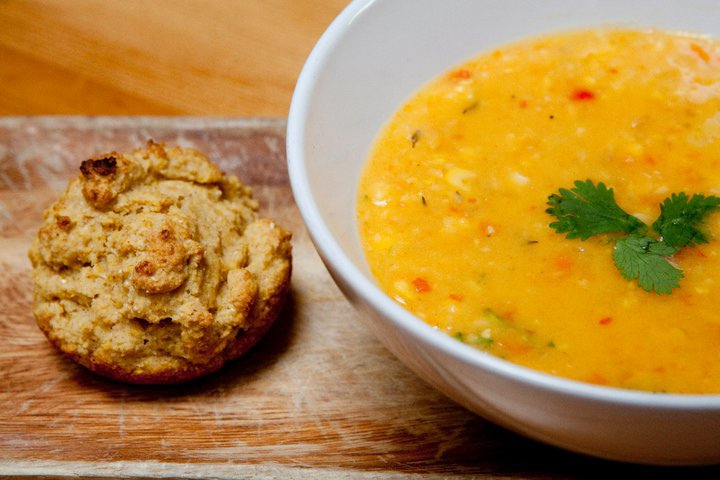
سوپ ذرت وگان با نان ذرت
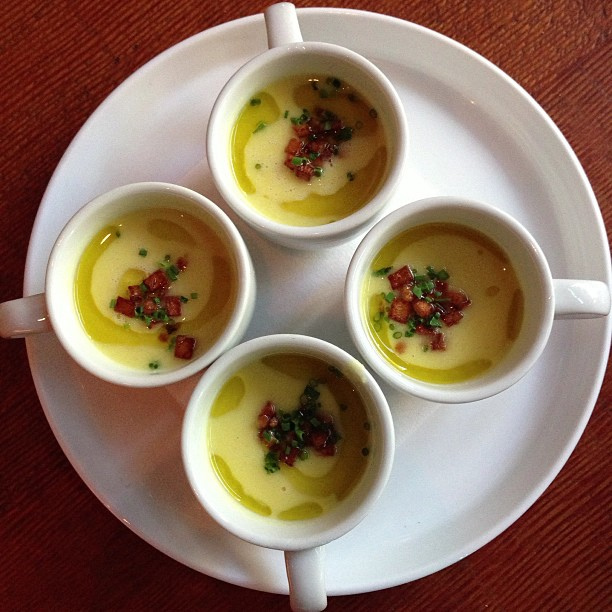
فنجان‌های سوپ ذرت با بیکن، سیب‌زمینی، روغن زیتون و پیازچه
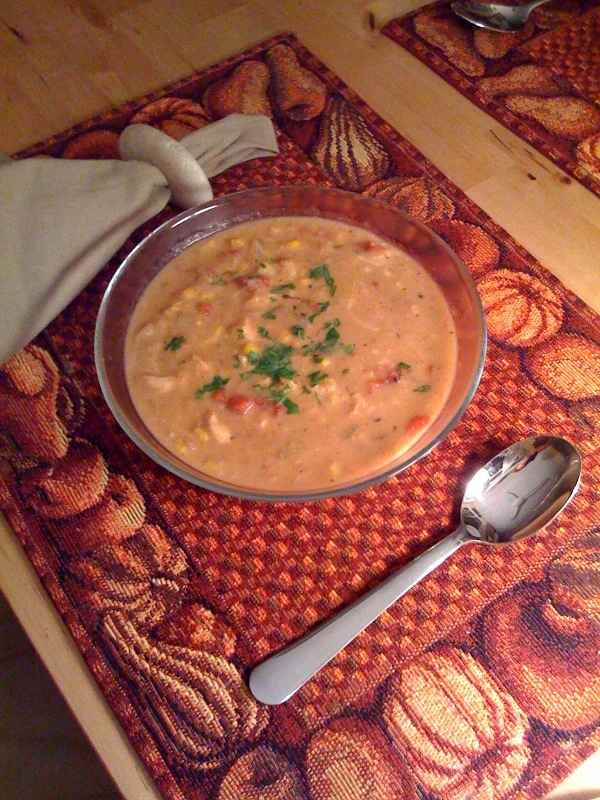
سوپ ذرت با گوشت مرغ مکزیکی
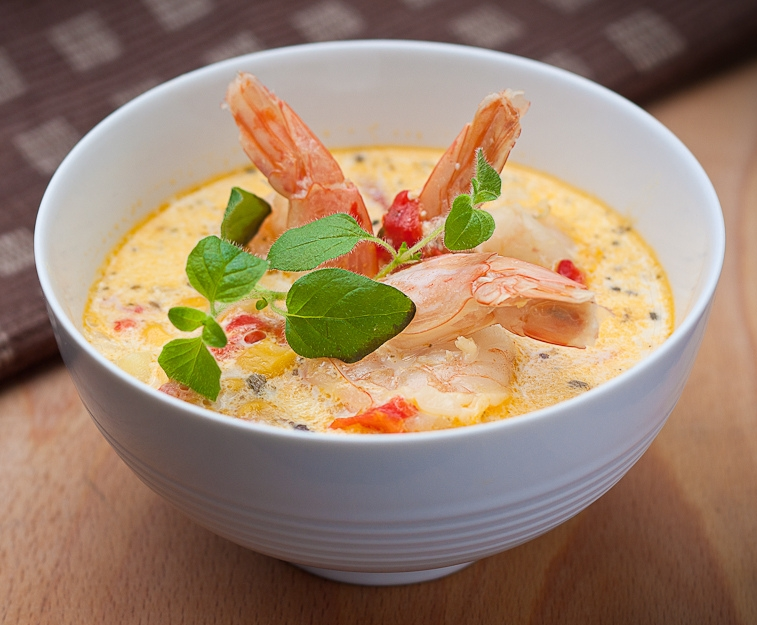
سوپ ذرت با میگو
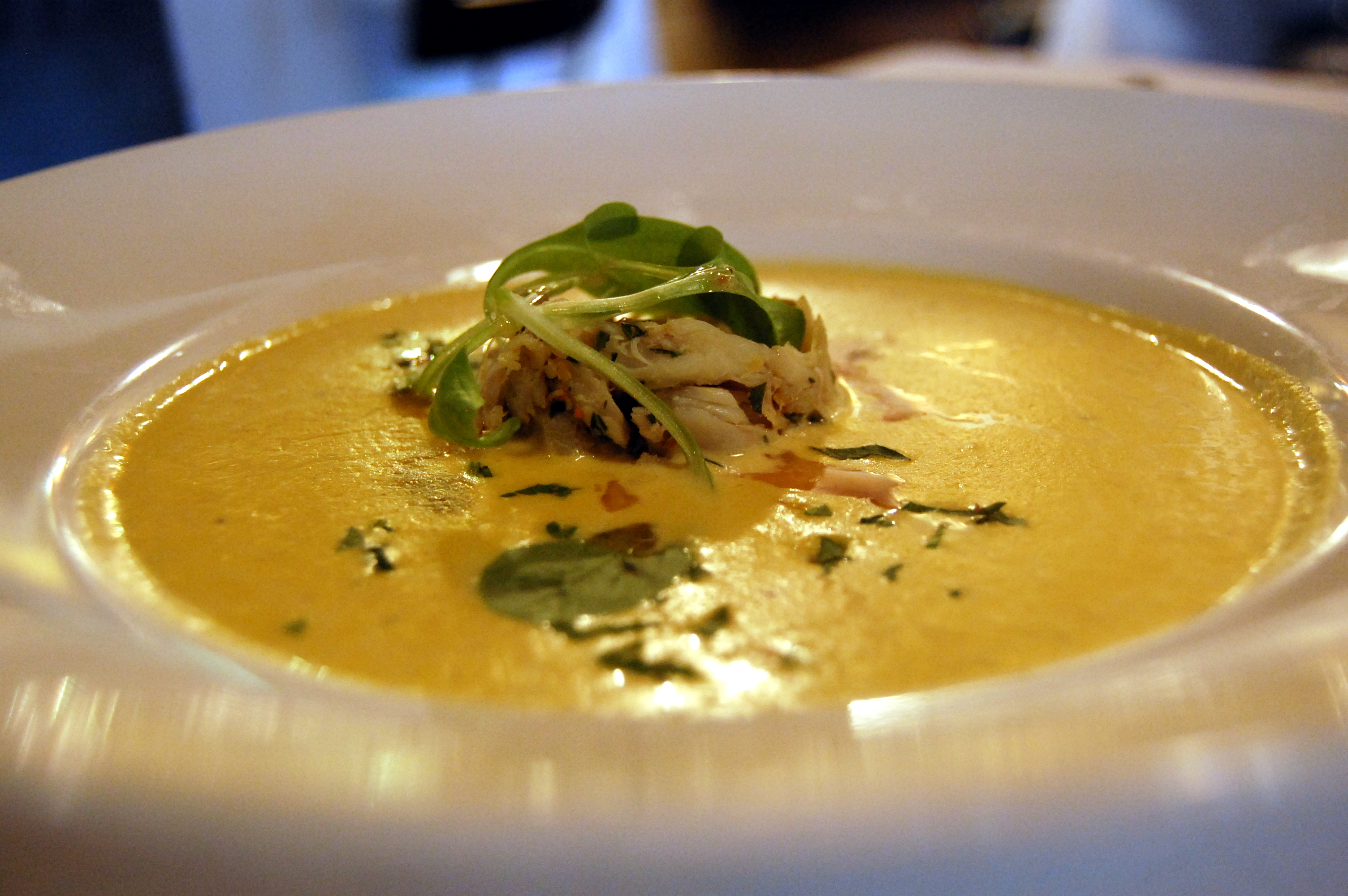
سوپ ذرت با گوشت خرچنگ
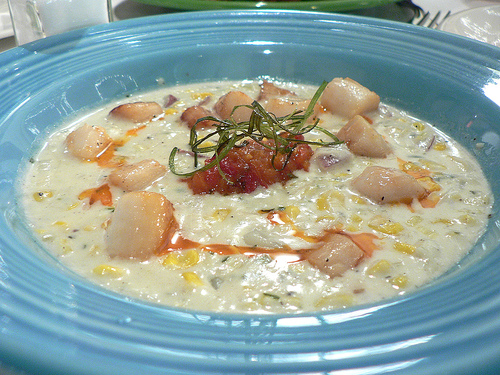
سوپ ذرت با گوش‌ماهی
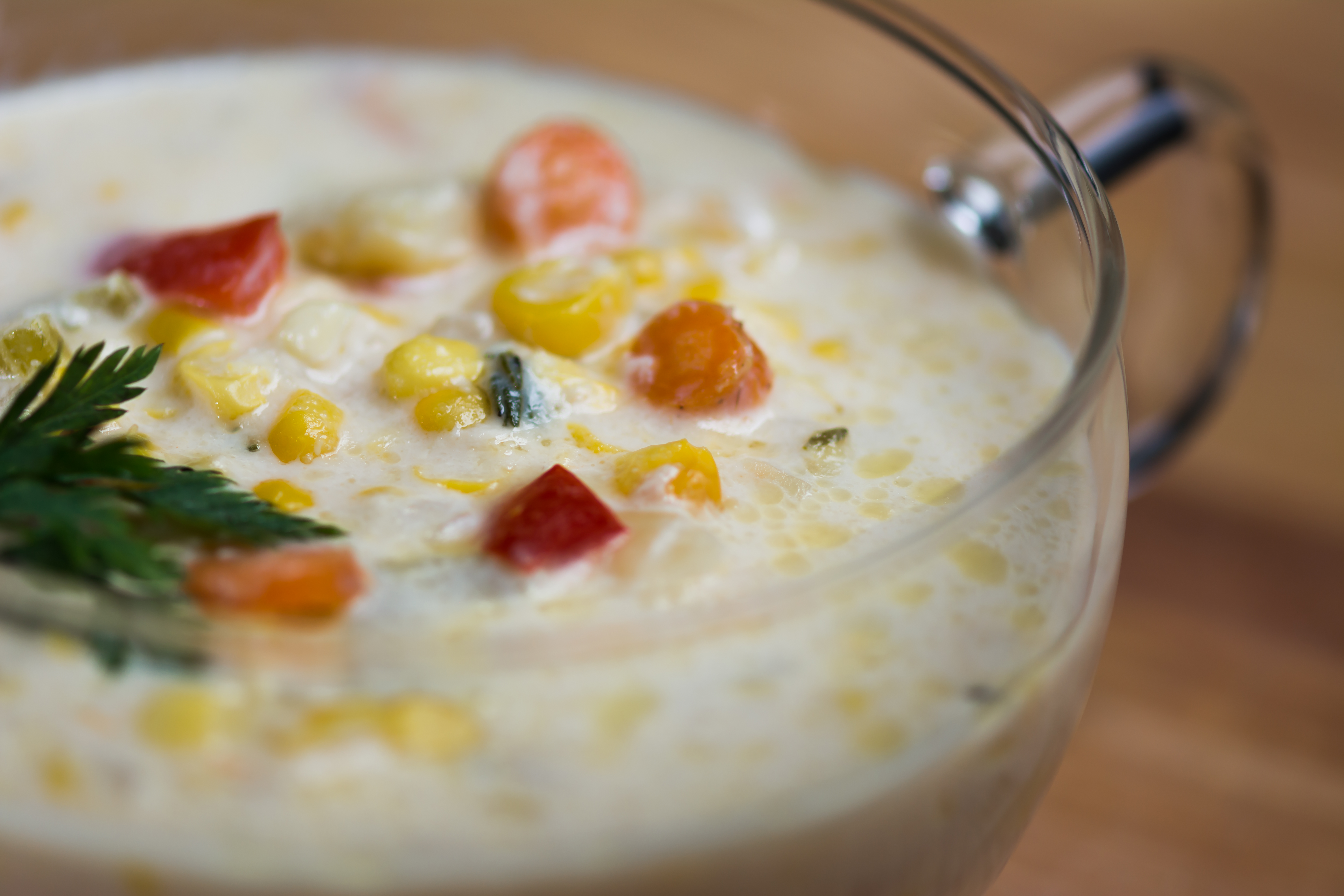
نمای نزدیک از سوپ ذرت